# Мединці
Мединці (хорв. Medinci) — населений пункт у Хорватії, у Вировитицько-Подравській жупанії у складі міста Слатина.

## Населення
Населення за даними перепису 2011 року становило 200 осіб.
Динаміка чисельності населення поселення:

## Клімат
Середня річна температура становить 11,37 °C, середня максимальна – 25,74 °C, а середня мінімальна – -5,71 °C. Середня річна кількість опадів – 729 мм.
| Клімат поселення                              | Клімат поселення | Клімат поселення | Клімат поселення | Клімат поселення | Клімат поселення | Клімат поселення | Клімат поселення | Клімат поселення | Клімат поселення | Клімат поселення | Клімат поселення | Клімат поселення | Клімат поселення |
| Показник                                      | Січ.             | Лют.             | Бер.             | Квіт.            | Трав.            | Черв.            | Лип.             | Серп.            | Вер.             | Жовт.            | Лист.            | Груд.            |                  |
| Середній максимум, °C                         | 5,98             | 8,15             | 12,74            | 17,34            | 22,86            | 25,74            | 25,35            | 24,70            | 20,28            | 15,03            | 9,35             | 5,09             |                  |
| Середня температура, °C                       | 0,11             | 2,30             | 6,91             | 11,49            | 17,01            | 19,90            | 21,84            | 21,17            | 16,77            | 11,50            | 5,80             | 1,60             |                  |
| Середній мінімум, °C                          | −5,71            | −3,57            | 1,06             | 5,64             | 11,16            | 14,04            | 18,31            | 17,65            | 13,25            | 8,00             | 2,30             | −1,94            |                  |
| Норма опадів, мм                              | 44               | 40               | 44               | 57               | 70               | 89               | 67               | 71               | 58               | 63               | 71               | 55               |                  |
| Середньомісячна швидкість вітру, м/с          | 2.20             | 2.47             | 2.78             | 2.67             | 2.40             | 2.20             | 2.10             | 1.90             | 1.94             | 2.00             | 2.15             | 2.22             |                  |
| Середньомісячна сонячна радіація, кДж/м²·день | 4111             | 6860             | 10776            | 15252            | 19365            | 21447            | 22232            | 19757            | 14741            | 9024             | 4671             | 3454             |                  |
| --------------------------------------------- | ---------------- | ---------------- | ---------------- | ---------------- | ---------------- | ---------------- | ---------------- | ---------------- | ---------------- | ---------------- | ---------------- | ---------------- | ---------------- |
| Джерело:                                      |                  |                  |                  |                  |                  |                  |                  |                  |                  |                  |                  |                  |                  |